# Італьма

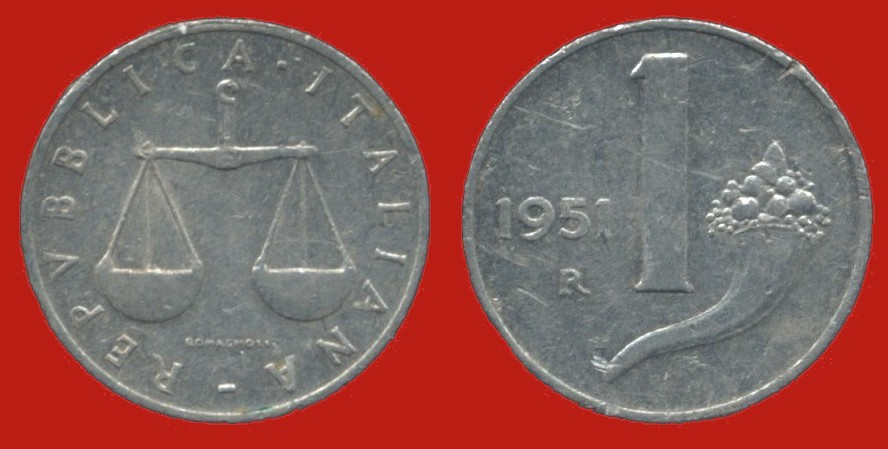
Монета з номіналом 1 ліра, виготовлена зі сплаву італьма (1951)

Італьма (італ. italma — акронім від italiano alluminio magnesio, що у перекладі з італійської означає «італійський, алюміній, магній») — сплав на основі алюмінію. Сплав вироблявся компанією A.S.A. (італ. Alluminio Soc. Anonima) і був запроваджений незабаром після Другої світової війни для карбування монет італійської ліри номіналом 1, 2, 5 і 10 лір, які були в обігу до запровадження євро у 2002 році.
Сплав містить 96,2 % алюмінію, 3,5 % магнію і 0,3 % мангану.